# Conops quadrifasciatus
Conops quadrifasciatus là một loài ruồi thuộc chi Conops trong họ Conopidae. Ấu trùng là loài ký sinh trong bumble bee thuộc chi Bombus. Loài này phổ biến khắp Âu Châu.

## Hình ảnh

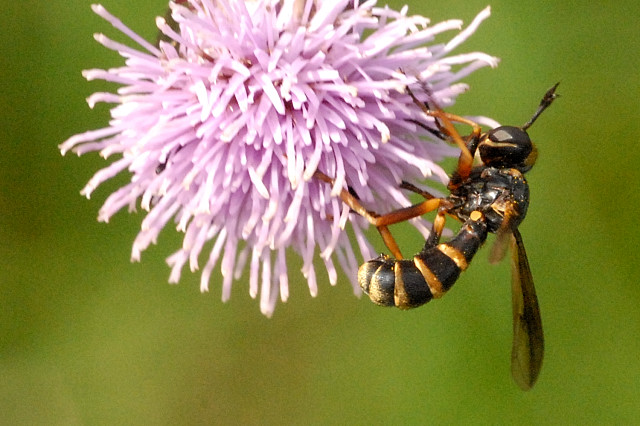
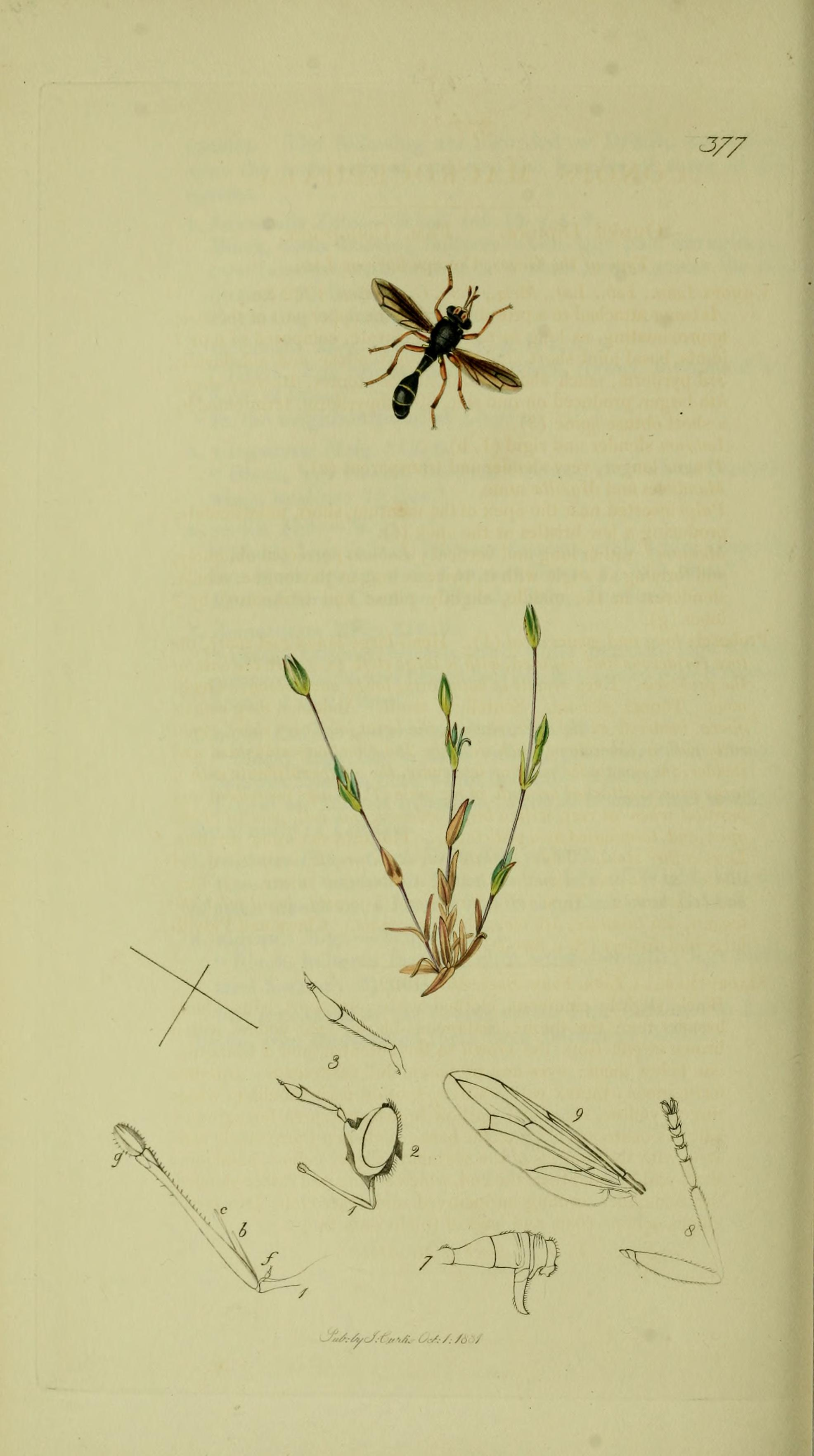
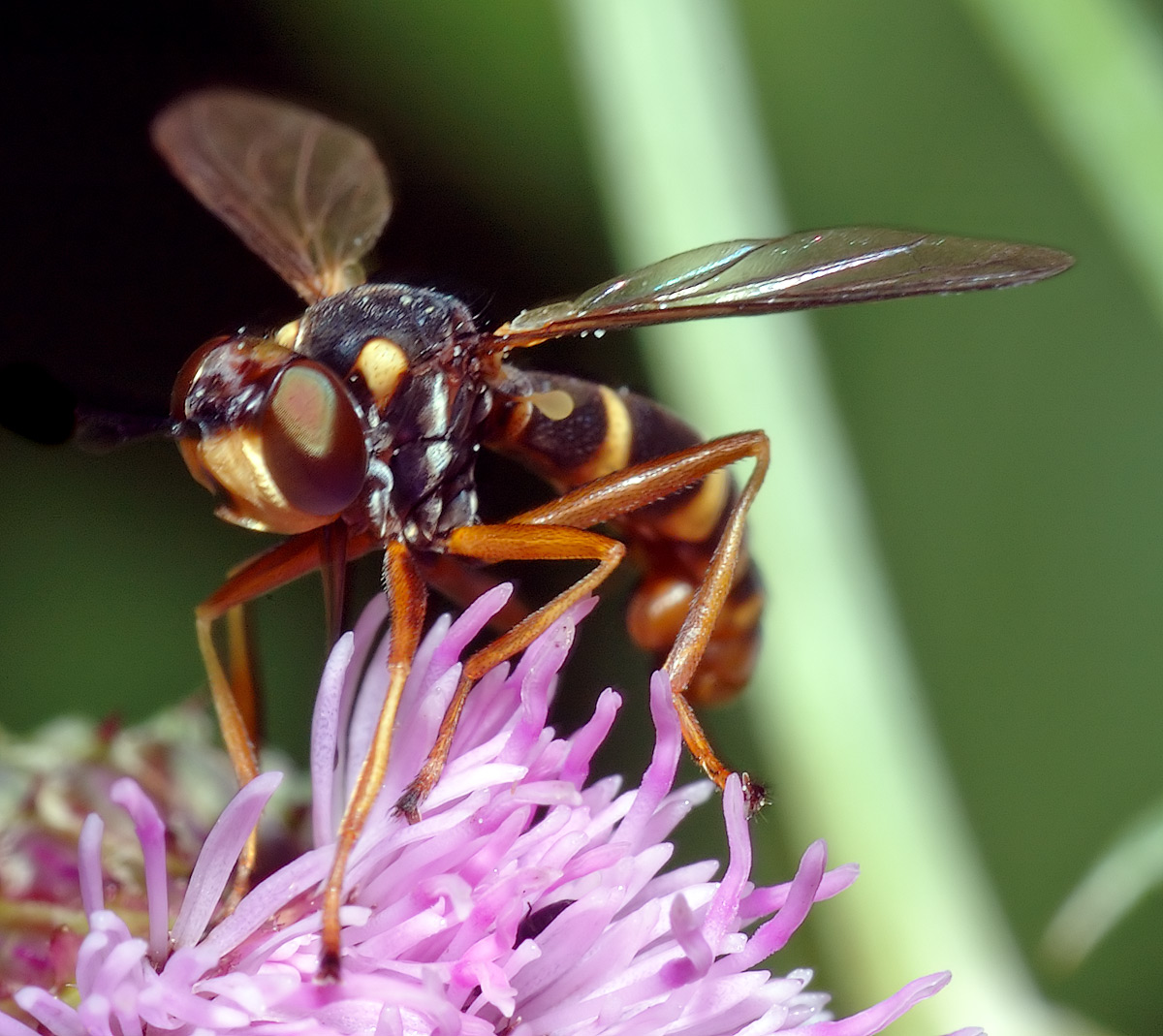